# Eunidia lomii
Eunidia lomii là một loài bọ cánh cứng trong họ Cerambycidae.